# Marine nationale (Côte d'Ivoire)
La Marine nationale ivoirienne est la composante navale (navires de guerre) et l'une des quatre composantes des Forces armées de Côte d'Ivoire.
La marine de Côte d'Ivoire est chargée de la surveillance des 515 km de côte du pays. Elle a des bases à Abidjan, San-Pédro et Adiaké. Sa flotte se compose de plus d'une vingtaine de bâtiments de tous types.
Sa devise est : « De la terre à la mer toujours servir et défendre »

## Mission
La marine nationale a, entre autres, une mission de défense, de service public, de police de navigation, de protection des installations offshores, d'assurer la sauvegarde, la protection et la sécurité des approches maritimes du territoire national, maîtriser les risques liés à l’activité maritime (accidents de mer, pollution, souveraineté, etc.) et lutter contre les activités illicites en mer (terrorisme, narcotrafic, piraterie, transports illicites de migrants…).

## Organisation
La Marine Ivoirienne est constituée :
- du Centre opérationnel de la marine (COM) :

Sous les ordres du Commandant en second de la marine, il a pour rôle: l'organisation, de la préparation, de l'emploi de ses forces et des moyens navals ainsi que de leur programmation.
Pour les opérations militaires, les forces maritimes, comme l'ensemble des forces armées, sont sous le commandement opérationnel du chef d'état-major des armées (CEMA). Le chef d'état-major de la Marine (CEMM) est le conseiller du CEMA pour l'emploi des moyens navals.
- du service technique des armes de la Marine (STAM)
- de la flottille lagunaire
- du centre d’instruction navale
- des unités navigantes de la marine nationale :

Ce sont les équipages des bâtiments de la marine.
- des Fusiliers Marins Commando (FUMACO);

Ce sont les Forces spéciales de la marine ivoirienne. Elles sont stationnées sur toutes les bases de la marine ivoirienne.
Les missions des FUMACO en tout temps :
- Protection et défense des installations de la marine et des zones militaires sensibles,
- Inspection des navires suspects à partir des bâtiments de la marine,
- Opérations spéciales terrestre, maritimes et aéroportées (Sabotage, Observation, Reconnaissance, etc.)

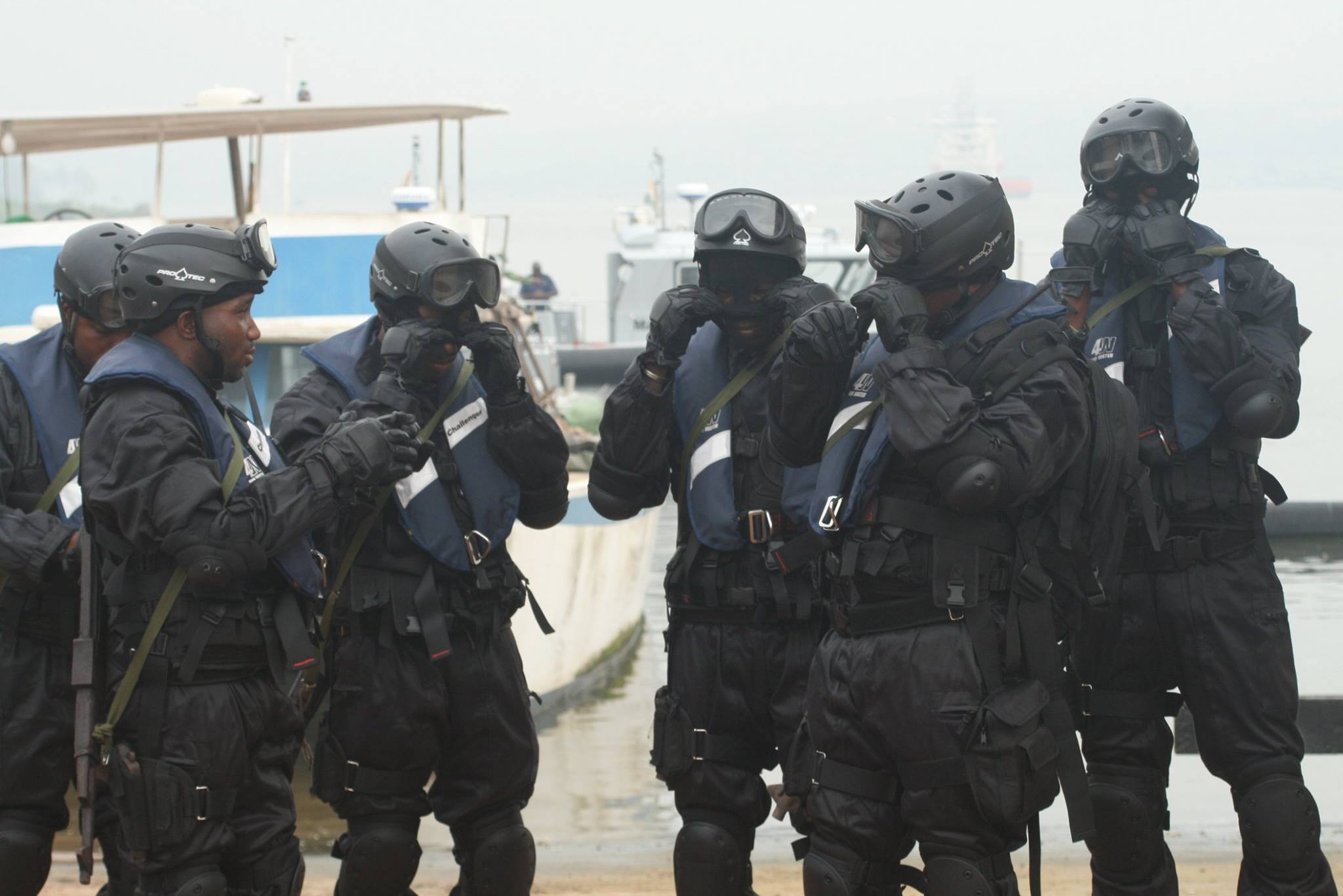
Groupe de visite FUMACO

## Équipements

### Actuels
La plupart de ses unités sont basées à Lokodjro près d'Abidjan. Ses équipements comprennent :
- Bâtiment de soutien logistique (BSL) Atchan : Ce bâtiment est de construction chinoise et a été commissionné en 1993.
- Chalands de transport de matériel (CTM) : Ces deux Chalands de transport de matériel (CTM) sont l'Aby (ex-CTM15) et le Tiagba (ex-CTM15). Ils ont été commissionnés en 1971 et ont été offerts par la France en 1999. Déplacement : 150 tonnes ;
- Vedettes de type Rodman 890 Elles sont utilisées pour la protection des pêches. Elles ont été commissionnées en 1997.
- Vedettes de 12 mètres type RPB 12 : Ces 4 navires sont équipées d’appareils électroniques (radios, GPS, sondes...) de dernière génération. Déplacement : longueur de 11,65 mètres pour une largeur de 3,75 mètres, avec un tirant d’eau de 0,8 à 1,1 mètre puissance des moteurs (deux machines de 315 à 480 ch) de 27 à 35 nœuds ; Équipage : 6 marins. Embarcations rapides de 9,30 mètres pour commandos. Elles sont au nombre de 6.
- Patrouilleurs RPB 33 : Ce sont les P1401 L'Émergence, P1402 Le Bouclier et le P1501 Capitaine de Frégate Sékongo. Constructeur : chantier naval Ufast (Quimper) en partenariat avec Raidco Marine, France. Déplacement : longueur de 33,7 mètres et largeur de 6,5 mètres, avec un tirant d’eau de 1,8 mètre, une autonomie de 1 500 milles à 15 nœuds, propulsion (deux moteurs de 1 100 ou 1 920 ch), offrant une vitesse maximale de 22 à 33 nœuds et équipés d'appareils de dernière génération .
- Cargo : équipé à l’arrière d’un radier permettant le déploiement d’une embarcation rapide de 6,2 mètres ; Équipage : 10 à 17 marins ; Armement : ils peuvent être équipé d'un canon de 20 à 30 mm (manuel ou télé-opéré), ainsi que de mitrailleuses de 12,7 mm.
- Vedettes type "DEFENDER" : don des États-Unis d’Amérique : Elles sont au nombre de trois. Longues de 8 mètres, disposant d’une coque rigide et d’un réservoir de plus de 600 litres, ces Defender (en) sont équipés d’instruments de navigation de dernière génération. Elles sont dotées d'une sirène couplée d’un haut-parleur pour les sommations lors des opérations de chasse contre les pirates. Elles ont un équipement antichoc en aluminium contre les débarquements rudes en espace fluvial, lagunaire et même maritime. Propulsés par deux moteurs Yamaha HB, ces embarcations sont capables d’atteindre des vitesses supérieures à 85 km/h sur n’importe quel niveau d’eau sur une distance de 324 km.
- Patrouilleur offert par la Chine : P1701 Atchan 2. Longueur de 27 mètres et largeur de 6,5 mètres. Propulsion : deux moteurs de 485 kwt). Équipage : 11 marins. Armement : ils peuvent être équipé d'un canon de 20 à 30 mm (manuel ou télé-opéré), ainsi que de mitrailleuses de 12,7 mm.
- Patrouilleur de Haute Mer OPV 45-2[1]: Le Vaillance tel il est baptisé, est un navire de guerre de la Marine ivoirienne mesurant 46,80 m de long pour 8,63 m de large, avec un tirant d’eau de 2,40 m. Il déplace 330 tonnes, ce qui en fait l’un des plus grands bâtiments de la flotte nationale. Côté armement, il dispose de systèmes de défense anti-surface et anti-aérienne capables d’engager des cibles à plus de 2 000 mètres. Son autonomie opérationnelle atteint 5 000 milles nautiques, lui permettant de patrouiller loin des côtes pendant jusqu’à deux semaines.

#### Tableau[2]
| Type                                    | Nombre     | Nom                                                   | Modèle         | Livré en       | Images |
| --------------------------------------- | ---------- | ----------------------------------------------------- | -------------- | -------------- | ------ |
| Bâtiment de soutien logistique (BSL)    | 1          | Atchan                                                |                | 1993           |        |
| Chaland de transport de matériel (CTM)  | 2          | Aby Tiagba                                            |                | 1999           |        |
| Patrouilleur                            | 3          | P1401 L'Émergence P1402 Le Bouclier P1501 C.F Sékongo | RPB 33         | 2014 2015 2016 |        |
| Patrouilleur                            | 1          | P1701 Atchan 2                                        | type C (Chine) | 2017           |        |
| Vedettes                                | 2          |                                                       | Rodman 890     | 1997           |        |
| Vedettes                                | au moins 2 |                                                       | RPB 20         |                |        |
| Vedettes                                | 4          |                                                       | RPB 12         | 2014           |        |
| Embarcations rapides de 3 mètres        | 6          |                                                       |                | 2014           |        |
| Vedettes                                | 3          |                                                       | Defender (en)  | 2016           |        |
| Zodiac et autres embarcations commandos | plus de 20 |                                                       |                | 2013           |        |
| Patrouilleur de Haute Mer OPV 45-2      | 6          | Vaillance                                             | OPV 45-2       | 2024           |        |

### Anciens navires

#### Patrouilleurde classeVigilant
Un patrouilleur de type PR-48 de construction française, commissionné en 1976 ;
Déplacement : 250 tonnes à pleine charge ;
Équipage : 34 marins ;
Armement : 2 canons de 40 mm + 2 mitrailleuses lourdes de 12,7 mm.

#### Patrouilleurs declasse PATRA
L'Ardent et L'Intrépide, commissionnés en 1978 ;
Déplacement : 148 tonnes à pleine charge ;
Équipage : 19 marins ;
Armement : 1 canon de 40 mm + 1 canon de 20 mm + 2 mitrailleuses légères de 7,62 mm.

#### Bâtiment de transport léger (BATRAL)
L'Éléphant, commissionné en 1977.
Déplacement : 1 330 tonnes à pleine charge ;
Équipage : 39 marins ;
Cargo : 350 tonnes ou 129 soldats + 180 tonnes (version débarquement sur plage).

#### Tableau
| Type                                 | Nombre | Nom                      | Modèle                                           | Livré en                | Images |
| ------------------------------------ | ------ | ------------------------ | ------------------------------------------------ | ----------------------- | ------ |
| Patrouilleur                         | 1      | Patience                 |                                                  | 1961 - ?                |        |
| Patrouilleur                         | 1      | Persévérance             |                                                  | 1963? - 1979?           |        |
| Patrouilleur                         | 2      | Le Vigilant Le Valeureux | Navire d'attaque rapide de classe Vigilant PR-48 | 1968 - 1995 1976 - 2000 |        |
| Patrouilleur                         | 2      | L'Ardent L'Intrépide     | Navire d'attaque rapide de classe PATRA          | 1978 - 2003 1978 - 1999 |        |
| Bâtiment de transport léger (BATRAL) | 1      | L'Éléphant               | Classe Champlain                                 | 1977 - 2000             |        |

### Commande
En 2013, une commande d'une trentaine de navires de surveillance maritime auprès du chantier naval Ufast en France est passé par le Gouvernement Ivoirien. Le coût de ces équipements pourrait atteindre une vingtaine de millions d'euros. Les livraisons débutent en 2014 et sont composées de trois patrouilleurs de 33 mètres du type RPB 33, quatre vedettes de 12 mètres du type RPB 12, six embarcations rapides de 9,3 mètres pour commandos et 26? embarcations semi-rigides équipées.
En 2015, le gouvernement ivoirien annonce l’acquisition très prochaine de patrouilleurs chinois et américains, ainsi que deux navires porte-hélicoptères et de la logistique de dernière génération.
| Type                      | Origine  | Quantité | Statut                  |
| ------------------------- | -------- | -------- | ----------------------- |
| Patrouilleur de 45 mètres | France   | 1-2      | En cours de négociation |
| Patrouilleur              | Chine    | 1        | En cours de négociation |
| Navire avec hélisurface   | ?        | 2        | En cours de négociation |
| Hélicoptère               | Belgique | ?        | En cours de négociation |